# Conseil des finances (anciens Pays-Bas)
Le Conseil des finances (Raad van Financiën) gérait les domaines du monarque des Habsbourg aux Pays-Bas et menait la politique financière. Il est créé dans les anciens Pays-Bas par ordonnance du 1er octobre 1531 sous l'empereur Charles Quint et la gouvernante générale Marie de Hongrie. Il faisait partie des trois conseils dits « collatéraux », aux côtés du Conseil d'État et du Conseil privé.

## Historique
Un premier Conseil des finances avait été créé dès 1487 pour gérer les finances du pays, mais cette institution n'a pas perduré. Par la suite, des officiers distincts ont été chargés des affaires financières. Dans le cadre de la réorganisation administrative, Charles Quint met en place à nouveau un Conseil des finances en 1531.
En plus de gérer les domaines du monarque, le Conseil des finances était également chargé de préparer les demandes de Bede (nl) du monarque et de collecter les fonds promis. Le Conseil a également vérifié les organismes financiers inférieurs des provinces.
L'ordonnance de 1531 dispose que le Conseil comprend les membres suivants : le chef du Conseil privé, le premier chambellan, les chefs, un trésorier général, des commissaires, un général récipiendaire. Dans la pratique, cependant, le Conseil des finances avait de deux à cinq chefs (hauts nobles), un trésorier général, un récipiendaire général et deux à cinq commissaires. Sous la responsabilité du trésorier général, un secrétaire, un greffier, des greffiers et des huissiers de justice étaient également attachés au Conseil.

### Sources et bibliographie
- Patrice-François de Neny, Mémoires historiques et politiques sur les Pays-Bas autrichiens et sur la constitution, B. Le Francq, imprimeur-Libraire (Bruxelles), 1786, 295 p. (lire en ligne).
- Michel Baelde, De Collaterale Raden onder Karel V en Filips II (1531-1578): bijdrage tot de geschiedenis van de centrale instellingen in de zestiende eeuw, Paleis der Academien, Bruxelles, 1965.
- Instituut voor Nederlandse Geschiedenis - Raad van Financiën (1531-1578)
- Maurice-A. Arnould, "Les origines du conseil des finances des anciens Pays-Bas". In: Revue du Nord, tome 54, n°212, janvier-mars 1972. pp. 108-109.
- M. Baelde, "Les Conseils collatéraux des Anciens Pays-Bas (1531- 1794)". In: Revue du Nord, tome 50, n°197, avril-juin 1968. pp. 203-212.